# Anthony Salerno
Anthony «Fat Tony» Salerno (lit. 'Anthony «Gordo Tony» Salerno') (15 de agosto de 1911–27 de julio de 1992) fue un gánster estadounidense, quien sirvió como subjefe y jefe suplente de la familia criminal Genovese en la ciudad de Nueva York desde 1981 hasta su condena en 1986.

## Primeros años
Salerno nació y fue criado en Harlem del Este, Nueva York. En su juventud se involucro en apuestas, quinielas (tipo de lotería ilegal), usura y «protección» (pizzo) para la familia Luciano, la cual luego vino a ser conocida como la familia Genovese. Salerno era un miembro del Grupo de la 116ª  Calle (116th Street Crew en inglés), al mando de Michael «Trigger Mike» Coppola (lit. «Michael "Gatillo Mike" Coppola»). Salerno subió los rangos de la familia al controlar una posible operación de apuestas de millones de dólares en Harlem y una importante operación de usura. En 1948 Coppola huyó a Florida para evadir cargos de asesinato, y Salerno tomó el control del grupo.
En 1959 Salerno fue patrocinador secreto de una pelea por el título de boxeo profesional de peso pesado en el Yankee Stadium en Nueva York, entre el boxeador sueco Ingemar Johansson y el boxeador estadounidense Floyd Patterson. No se presentaron cargos contra Salerno. Salerno distribuía su tiempo entre una casa en Miami Beach, Florida; una propiedad de 0.40 km² y una granja de caballos en el norte de Rhinebeck, Nueva York; el Palma Boys Club en Harlem del Este; y su apartamento en el lado lujoso de Gramercy Park en Manhattan. Salerno actuó de asesor (consigliere), subjefe (sottocapo), y jefe suplente de la familia criminal Genovese.
En la década de 1960, Salerno controlaba la operación de apuestas más grande en Nueva York, obteniendo hasta 50 millones de dólares por año. Salerno mantuvo su sede en el Palma Boys Social Club en Harlem del Este y siguió trabajando en estas áreas. El FBI lo acusó de encabezar una red de corredores de apuestas y usureros que sumaba USD 1 millón anualmente. Salerno contrató a Roy Cohn como su abogado. El 20 de abril de 1978 Salerno fue sentenciado a seis meses en prisión federal por cargos de apuestas ilegales y evasión fiscal. A inicios de 1981, después de ser liberado de prisión, Salerno padeció una apoplejía leve, y se retiró a su propiedad en Rhinebeck para recuperarse. Para el momento de su apoplejía, Salerno era subjefe de la familia.

## Jefe suplente y prisión
Después de su recuperación de su apoplejía y la muerte del jefe suplente Genovese Frank Tieri, en marzo de 1981, Salerno le sucedió. A pesar de que para entonces agentes policiales creían que Salerno era el jefe de la familia Genovese, en grupos mafiosos de Nueva York era un secreto a voces que Salerno era meramente un representante del verdadero jefe, Vincent «The Chin» Gigante (lit. «Vincent "La Barbilla" Gigante»). Por ejemplo, Alphonse «Little Al» D'Arco, quien luego se convirtió en jefe suplente de la familia Lucchese antes de volverse informante, le contó a detectives que cuándo se convirtió en miembro de la familia Lucchese en 1982, le dieron a conocer que Gigante era el jefe de la familia Genovese. Desde la muerte del jefe Vito Genovese en 1969, el líder real de la familia había sido Philip «Benny Squint» Lombardo. Con el pasar de los años, Lombardo utilizó varios jefes suplentes para esconder su verdadero rango de agentes policiales, la práctica continuó cuando Gigante tomó el cargo de la familia después del retiro de Lombardo en 1981.
El 25 de febrero de 1985 Salerno y otros ocho jefes de Nueva York pertenecientes a la «Comisión de la mafia» fueron acusados en el Juicio de la Comisión de la Mafia (Mafia Comission Trial en inglés). En octubre de 1986 la revista Fortune nombró a Salerno, de 75 años, como gánster número 1 en poder, riqueza e influencia. Por esa razón se decía que Salerno era el principal acusado en el juicio. Muchos espectadores debatían sobre la posición número 1 de Salerno, asegurando que los agentes policiales exageraban grandemente sobre la importancia de Salerno para atraer así atención a su caso legal en su contra. La petición de fianza de Salerno fue negada, y sus abogados apelaron la decisión en la Corte Suprema de los Estados Unidos. Sin embargo, en Estados Unidos v. Salerno, la Corte Suprema dictaminó que Salerno podía ser retenido sin fianza debido a su peligro potencial a la comunidad. El 1 de julio de 1985 Salerno, junto con los otros acusados del juicio, se declaró no culpable. Salerno fue condenado por cargos de la Ley RICO el 19 de noviembre de 1986. El 13 de enero de 1987 fue sentenciado, junto con otros seis acusados, a 100 años en prisión sin libertad condicional y multado con 240 000 dólares.
Mientras esperaba el Juicio de la Comisión de la Mafia, Salerno fue acusado en un juicio aparte el 21 de marzo de 1986, en una segunda imputación federal por fraude, la cual acusaba a Salerno de haber ocultado tener participación mayoritaria en S & A Concrete Co. y Transit-Mix Concrete Corp. en la construcción de Escuela de Medicina en Monte Sinai, Memorial Sloan Kettering Cancer Center, y la Torre Trump. Salerno fue también acusado de ayudar ilegalmente en la elección de Roy Lee Williams para la presidencia nacional del sindicato camioneros. Salerno se declaró no culpable de todos los cargos. En octubre de 1988 fue condenado y sentenciado a 70 años en prisión, incluyendo una multa de 376 000 dólares, y se le impuso renunciar a la mitad de los ingresos por estafas (estimados alrededor de 30 millones de dólares).
En 1986, poco después de la condena de Salerno durante el Juicio de la Comisión, su hombre de la mano derecha, Vincent «The Fish» Cafaro (lit. «Vincent "El Pez" Cafaro»), se volvió informante, y le dijo al FBI que Salerno nunca había sido el jefe real de la familia Genovese, sino que era solamente un suplente para Gigante. Cafaro También reveló que la familia Genovese había mantenido esta estrategia desde 1969. Un micrófono oculto del FBI había grabado una conversación en que Salerno y el capo Matthew «Matty the Horse» Ianniello (lit. «Matthew "Matty el Caballo" Ianniello») revisaban una lista de candidatos probables que se convertirían en miembros en otra familia. Salerno, frustrado que los apodos de los aspirantes no habían sido incluidos, se encogió de hombros y dijo: «le dejaré esto al jefe» (una clara señal que él no era el verdadero jefe de la familia). Sin embargo, según el reportero de crimen organizado Selwyn Raab del New York Times, aunque los fiscales se equivocaron al acusar a Salerno como el jefe de los Genovese, esta equivocación no afectaría la condena de Salerno del Juicio de la Comisión o su sentencia de 100 años. En su libro, Cinco Familias, Raab menciona que Salerno había sido juzgado y condenado por actos criminales específicos, no por ser un jefe.

## Muerte
Después de su condena y encarcelamiento, la salud de Salerno se deterioró debido a su diabetes y presunto cáncer de próstata. Anthony Salerno murió el 27 de julio de 1992 en el Centro Médico para Prisioneros Federales en Springfield, Misuri, por complicaciones de un apoplejía  que había padecido el 18 de julio, a la edad de ochenta años.
Salerno fue enterrado en el cementerio Saint Raymond en la sección del Throggs Neck perteneciente al Bronx en la ciudad de Nueva York.

## En la cultura popular
En la película gánster Kill the Irishman (2011), Salerno es representado por Paul Sorvino. La película describe el rol de Salerno en la guerra de mafias entre la familia criminal de Cleveland y el jefe de la mafia irlandesa Danny Greene.
Es representado por Domenick Lombardozzi en la película de 2019 The Irishman.
Salerno sirvió de inspiración para el personaje Gordo Tony de Los Simpson.